# 호세 발렌틴
호세 안토니오 발렌틴(José Antonio Valentín, 1969년 10월 12일 ~ )는 전 메이저 리그 베이스볼 내야수이다. 밀워키 브루어스, 시카고 화이트삭스, 로스앤젤레스 다저스, 뉴욕 메츠에서 뛰었다.